# Ted Evetts
Ted Evetts (Warwick, 3 augustus 1997) is een Engelse darter die de toernooien van de PDC speelt. Op 28 november 2021 kroonde Evetts zich tot PDC-jeugdwereldkampioen door met 6-4 in legs de finale te winnen van  de Noord-Ier Nathan Rafferty.

## Resultaten op Wereldkampioenschappen

### PDC
- 2018: Laatste 64 (verloren van Gerwyn Price 0–3)
- 2019: Laatste 64 (verloren van Adrian Lewis 0–3)
- 2020: Laatste 96 (verloren van Fallon Sherrock 2–3)
- 2022: Laatste 96 (verloren van Jim Williams 1–3)

### PDC World Youth Championship
- 2015: Laatste 32 (verloren van Scott Taylor met 5-6)
- 2016: Kwartfinale (verloren van Dimitri van den Bergh met 4-6)
- 2017: Kwartfinale (verloren van Dimitri van den Bergh met 4-6)
- 2018: Halve finale (verloren van Dimitri van den Bergh met 1-6)
- 2019: Laatste 16 (verloren van William Borland met 5-6)
- 2020: Laatste 32 (verloren van Lewis Pride met 5-6)
- 2021: Winnaar (gewonnen in de finale van Nathan Rafferty met 6-4)